# Gonarcticus alberta
Gonarcticus alberta är en tvåvingeart som först beskrevs av Charles Howard Curran 1927.  Gonarcticus alberta ingår i släktet Gonarcticus och familjen kolvflugor. Inga underarter finns listade i Catalogue of Life.